# Macromitrium nipponicum
Macromitrium nipponicum là một loài rêu trong họ Orthotrichaceae. Loài này được Nog. mô tả khoa học đầu tiên năm 1958.
Danh pháp khoa học của loài này chưa được làm sáng tỏ. 